# 関根福一
関根 福一（せきね ふくいち、1951年5月20日 - ）は、日本の実業家。住友大阪セメント代表取締役社長を経て、同社取締役会長。元セメント協会会長。

## 人物・経歴
栃木県栃木市生まれ。1975年学習院大学法学部卒業。空手部出身。大学卒業後住友セメント（現住友大阪セメント）入社。人事部長、企画部長を経て、2004年取締役管理部長に昇格。2006年取締役常務執行役員。
2010年から住友大阪セメント代表取締役社長を務め、東北大震災からの復興などでセメント需要が高まる中、生産力の増強などにあたった。
2014年セメント協会会長。2018年セメント協会会長。2021年住友大阪セメント取締役会長。2023年ハウス食品グループ本社取締役。
2025年4月に旭日中綬章を受章した。